# Amandla

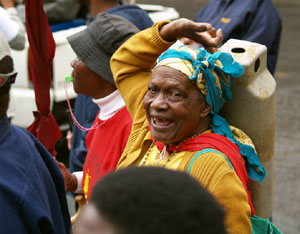
Manifestació contra la privatització de l'aigua a Johannesburg

Amandla és una paraula compartida per diferents llengües africanes com el xosa o el zulu que significa literalment “poder”. El terme va obtenir importància política durant la lluita contra l'apartheid, a Sud-àfrica, quan es va popularitzar en els mítings i assemblees de les diferents organitzacions negres, com el Congrés Nacional Africà, el Congrés Panafricanista d'Azània o el Partit Comunista de Sud-àfrica, però també d'altres com els sindicats o algunes esglésies. Llavors es va establir el costum de començar els parlaments cridant “Amandla!”, davant el qual els assistents responien “Awethu” o “Ngawethu” que vol dir “pel poble” o “per nosaltres”, segons qui ho tradueixi.
Encara avui dia aquesta és una paraula molt utilitzada per inaugurar parlaments en públic, sobretot de caràcter polític, entre la gran majoria de partits i moviments socials que provenen del moviment d'alliberament negre i encara manté bona part de la seva força reivindicativa. En aquest ús coincideixen tant els partidaris del governant Congrés Nacional Africà i els seus aliats, com els seus opositors que defensen que la lluita contra l'apartheid no ha acabat doncs encara mancaria una transformació econòmica del país, tals com Abahlali baseMjondolo, l'Organització del Poble d'Azània o el Fòrum Anti Privatitzacions.
Mandla, una derivació d'amandla, és també un nom propi comú a Sud Àfrica i, per exemple, se'n diu un net del president Nelson Mandela.

## Origen i significat de la frase
El diàleg “Amandla – Awethu” és considerat la versió sud-africana de l'eslògan polític “poder per al poble” utilitzat per diferents moviments revolucionaris arreu del món al llarg del segle xx. Lenin va utilitzar el lema “Tot el poder per als soviets” durant la Revolució Russa. Als anys 60, el partit estatunidenc dels Panteres Negres –que va influir fortament la lluita antiapartheid- va utilitzar-ne la versió “Tot el poder per al poble” i el moviment contra la dictadura de Ferdinand Marcos a les Filipines es va anomenar “Revolució del Poder del Poble”.

## Altres usos
Durant la lluita antiapartheid, sobretot durant la dècada dels 80, van ser molts els artistes i músics que van titular alguna de les seves obres Amandla, com a suport al moviment d'alliberament negre. Un grup de músics sud-africans a l'exili va realitzar diferents gires sota aquest nom, encara que un dels més coneguts és l'àlbum que el compositor de jazz Miles Davis va publicar el 1989.
Més tard també va servir per titular “Amandla!: Una revolució amb harmonia a quatre parts”, un documental realitzat el 2002 sobre la importància de la música en la lluita antiapartheid.
El 2007 es va llençar una revista i un projecte editorial d'esquerres sud-africà també anomenat Amandla.
Amandla Development és una ONG que treballa a garantir la igualtat d'oportunitats i la qualitat de l'educació a Sud Àfrica.